# Gari Jurjewitsch Napalkow
Gari Jurjewitsch Napalkow (russisch Гарий Юрьевич Напалков, wiss. Transliteration Garij Jur'evič Napalkov; * 27. Juni 1948 in Nischni Nowgorod) ist ein ehemaliger sowjetischer Skispringer. Er sprang für Burevestnik Gorky.

## Werdegang
Am 6. Januar 1968 gewann er bei der Vierschanzentournee ein Einzelspringen in Innsbruck; in der Gesamtwertung wurde er Sechster. Im folgenden Winter gewann er in Oberstdorf, wurde in der Gesamtwertung aber nur Fünfzehnter.
Der Winter 1969/70 war der erfolgreichste seiner Karriere. Bei der Vierschanzentournee wurde er Dritter, und bei der Nordischen Skiweltmeisterschaft in Vysoké Tatry wurde er mit Siegen auf der Normal- und der Großschanze Doppelweltmeister.
Bei den Olympischen Winterspielen 1972 in Sapporo erreichte er auf der Normalschanze den siebenten, auf der Großschanze den sechsten Rang. Ein Jahr später bei der Skiflug-Weltmeisterschaft 1973 in Oberstdorf landete er im Einzelfliegen punktgleich mit Lennart Elimä auf dem 41. Platz.